# LISER
 (octobre 2022).
Le LISER (dénomination complète : Luxembourg Institute of Socio-Economic Research) est un centre de recherche en sciences sociales basé à Esch-sur-Alzette au Grand-Duché de Luxembourg. Il s'agit de l'ancien CEPS/INSTEAD (dénomination complète : Centre d'études de populations, de pauvreté et de politiques socio-économiques / International networks for studies in technology, environment, alternatives, development).

## Historique
Initié en 1989 et créé en 2014, le LISER est un institut de recherche public situé au Luxembourg sous la tutelle du Ministère de l'Enseignement Supérieur et de la Recherche. Intégré dans un cadre juridique unifié (loi du 3 décembre 2014), le LISER a pour missions d'entreprendre des recherches fondamentales et appliquées en sciences sociales qui visent à faire progresser la science, à soutenir les politiques publiques (aux niveaux national et européen) et à informer la société.
En 1978, le professeur Gaston Schaber (de) fonde l'asbl privée Groupe d'étude pour les problèmes de la pauvreté afin d'étudier la pauvreté persistante dans les pays industrialisés.
Ce groupe élargit progressivement son champ d'études et devient le Centre d'études, de populations, de pauvreté et de politiques socio-économiques en 1982, puis le CEPS/INSTEAD en 1985
En 1989, le CEPS/INSTEAD est créé en tant qu'établissement public. Vers 2012, environ 60% de son budget provient d'une dotation ministérielle, le solde étant obtenu par le biais de contrats.
Il est reconnu par la Commission européenne comme l'un des cinq large scale facility dans le domaine des sciences socio-économiques en 1995 et comme une infrastructure de recherche européenne majeure en 2001.
Le 3 décembre 2014, CEPS/INSTEAD change à nouveau de nom et devient LISER. Il est dirigé depuis 2016 par Aline Muller, Professeur affilié d’Économie et Finance à l’Université de Luxembourg et à l’Université de Liège, ainsi que Membre du Conseil d’administration de la Banque Centrale du Luxembourg.